# Tự Tân
Tự Tân là một xã cũ thuộc huyện Vũ Thư tỉnh Thái Bình.
Đây là một xã thuần nông, có truyền thống Cách mạng và là quê của cựu thống đốc ngân hàng Nhà nước Cao Sĩ Kiêm và nguyên Bí thư thứ Nhất Trung ương Đoàn Thanh niên Cộng sản Hồ Chí Minh nay là trưởng ban đối ngoại Trung ương Hoàng Bình Quân.
Theo Nghị quyết số 1666/NQ-UBTVQH15 ra tháng 6 năm 2025, sáp nhập tỉnh Thái Bình vào tỉnh Hưng Yên, giải thể đơn vị hành chính cấp huyện là Vũ Thư và hợp nhất Bách Thuận với hai xã Tân Lập và Tự Tân để trở thành xã Tân Thuận thuộc tỉnh Hưng Yên, với trụ sở UBND đóng tại xã Tự Tân cũ.